# Myrmica anatolica
Myrmica anatolica (лат.) — вид мелких муравьёв рода Myrmica длиной около 4—5 мм. Стебелёк между грудкой и брюшком состоит из двух члеников: петиолюса и постпетиолюса (последний четко отделен от брюшка), жало развито, куколки голые (без кокона).

## Распространение
Турция.

## Этимология
Название вида Myrmica anatolica было дано от старого имени азиатской части современной Турции — Анатолия.